# Juniore
Juniore est un groupe de musique pop français, originaire de Paris. Il est composé de Anna Jean (chant, guitare et claviers), Swanny Elzingre (batterie) et Samy Osta (divers instruments et production).

## Biographie
Le groupe se forme en 2013 à Paris, autour de la chanteuse, auteure et compositrice Anna Jean, fille de l'écrivain J.M.G. Le Clézio, pour une première ballade nommée La Fin du monde. Le groupe a compté jusqu'à sept membres avant de se recentrer sur le trio actuel.
Juniore, composé des leaders Anna Jean et Samy Osta, sort un premier EP intitulé Marabout au début de 2016. Avant cette sortie, le groupe jouait des petites dates dans toute la France, notamment au MaMA Festival de 2014 où elles étaient cinq sur scène. En 2017, le groupe sort son premier album, Ouh là là,. Le groupe participe à la bande originale du film Les Fauves de Vincent Mariette, sorti en 2018.
Un deuxième album est publié sous le titre Un, deux, trois en 2020,.

## Style musical
Le style musical du groupe est catégorisé musique pop, aux influences yéyé. D'après le média Les Oreilles curieuses, « Juniore, c’est un mélange de chanson française « yé-yé » digne d’une Françoise Hardy et de surf-rock psychédélique des années 1960 mêlés aux textes intrigants et entêtants de la douce voix d’Anna Jean ». AllMusic catégorise leur style musical d'indie pop. Le magazine Les Inrockuptibles classe également le groupe dans les catégories yéyé et surf music.

## Discographie

### Albums studio
- 2015 : Marabout (EP) (Le Phonographe)

- 2017 : Ouh là là (Le Phonographe)
- 2020 : Un, deux, trois (Le Phonographe)
- 2024 : Trois, deux, un (Le Phonographe)